# Pugo
Pugo is een gemeente in de Filipijnse provincie La Union in het noordwesten van het eiland Luzon. Bij de laatste census in 2007 had de gemeente ruim 18 duizend inwoners.

## Geografie

### Bestuurlijke indeling
Pugo is onderverdeeld in de volgende 14 barangays:
| - Ambalite - Ambangonan - Cares - Cuenca - Duplas - Maoasoas Norte - Maoasoas Sur | - Palina - Poblacion East - San Luis - Saytan - Tavora East - Tavora Proper - Poblacion West |

## Demografie
Pugo had bij de census van 2007 een inwoneraantal van 18.265 mensen. Dit zijn 4.823 mensen (35,9%) meer dan bij de vorige census van 2000. De gemiddelde jaarlijkse groei komt daarmee uit op 4,32%, hetgeen hoger is dan het landelijk jaarlijks gemiddelde over deze periode (2,04%).